# Trinidad James
Trinidad James, souvent stylisé Trinidad Jame$, de son vrai nom Nicholas Williams, né le 23 septembre 1987 à Port-d'Espagne (Trinité-et-Tobago), est un rappeur trinidado-américain originaire d'Atlanta. En 2012, il signe un contrat d'enregistrement avec Def Jam Recordings, et ensuite lance son propre label, Gold Gang Records, continuant ainsi une carrière indépendante.

## Biographie
Williams est né à Port-d'Espagne, à Trinité-et-Tobago. Sa famille déménage ensuite au Canada, puis en Floride et à New York avant de se fixer à Atlanta, en Géorgie. Dès l'enfance, il fréquente l'école catholique. Il déclare ne rien se souvenir de sa vie avant l'âge de sept ans à cause d'une blessure à la tête. À huit ans, il déménage en Caroline du Sud où il a commence à jouer au basket-ball.
Il commence à rapper en novembre 2011, citant Cam'ron, Jay-Z, T.I. et Young Jeezy comme influences. En 2012, son single All Gold Everything le propulse à la 36e place du Billboard Hot 100. Ce titre, extrait de sa première mixtape Don't Be S.A.F.E., est initialement publié le 31 juillet 2012 et officiellement réédité, avec un clip, le 16 octobre 2012. Le 13 décembre 2012, il est annoncé que James a signé un accord de coentreprise avec Def Jam pour environ 2 millions de dollars. Le 29 janvier 2013, Def Jam diffuse Don't Be S.A.F.E. sur iTunes, version comprenant le remix officiel d'All Gold Everything avec 2 Chainz, TI et Young Jeezy. Avec August Alsina I Luv This Shit qui a un succès. Le 13 août 2013, il publie une seconde mixtape, 10 PC Mild.
Le 1er août 2014, après des mois sans nouvelle actualité musicale, James annonce qu'il a quitté Def Jam et que l'album qu'il envisageait de publier sur le label sera disponible gratuitement et que les producteurs et rappeurs qui ont participé au projet ne doivent pas s'attendre à une quelconque indemnisation parce qu'il n'a « pas d'argent ».

## Discographie

### Mixtapes
- 2012 : Don't Be S.A.F.E
- 2013 : 10 PC Mild
- 2015 : The Wake Up[9]
- 2015 : No One Is Safe[10]
- 2015 : Trips to Trinidad EP[11]

### Chansons collaboratives
| Titre                             | Années | Autres artiste(s)                                        | Album                              |
| --------------------------------- | ------ | -------------------------------------------------------- | ---------------------------------- |
| GuWop Nigga                       | 2012   | Gucci Mane                                               | NC                                 |
| That Turn Up                      | 2012   | Mike WiLL Made It                                        | Est. In 1989 2.5                   |
| Flat Out                          | 2012   | Wale                                                     | Folarin                            |
| Fukk Off                          | 2012   | Grip Plyaz, Go Dreamer                                   | Purp, Wind & Fire                  |
| Fugginhudumarra                   | 2012   | Grip Plyaz, Aleon Craft                                  | Purp, Wind & Fire                  |
| Jackie Joyner                     | 2012   | Grip Plyaz, Aleon Craft                                  | Purp, Wind & Fire                  |
| M.O.E. (Remix)                    | 2013   | Cash Out                                                 | NC                                 |
| N.I.Y.S.                          | 2013   | Ducko McFli                                              | NC                                 |
| I Can't Wait                      | 2013   | Young Scooter                                            | NC                                 |
| Who You Rollin' Wit               | 2013   | Mach Five                                                | Art of Rap                         |
| No Room                           | 2013   | 8Ball                                                    | Premro 2                           |
| 4 My Niggas                       | 2013   | Travis Porter                                            | Mr. Porter                         |
| My Last Molly Song Ever I Promise | 2013   | Problem, Gunplay                                         | The Separation                     |
| Purple Haze                       | 2013   | Curren$y, Lloyd                                          | New Jet City                       |
| My Girl Pussy                     | 2013   | Bangladesh                                               | Ponzi Scheme                       |
| Conversations On That Brown       | 2013   | Scotty                                                   | Faith                              |
| Game                              | 2013   | Scotty, Big K.R.I.T.                                     | Faith                              |
| My Trunk                          | 2013   | Big K.R.I.T.                                             | K.R.I.T. (King Remembered In Time) |
| Pimp Scholar                      | 2013   | Mach Five                                                | We Ballin'                         |
| On the Low                        | 2013   | Logic, Kid Ink                                           | Young Sinatra: Welcome to Forever  |
| Hoodrich Anthem (HxV Remix)       | 2013   | DJ Scream, 2 Chainz, Future, Waka Flocka Flame, Yo Gotti | The Ratchet Superior               |
| Killers                           | 2013   | Curren$y                                                 | NC                                 |
| Groupie                           | 2013   | Young Dro, B.o.B                                         | Day Two                            |
| Make It Mine                      | 2013   | Kirko Bangz                                              | Progression III                    |
| FDB (Remix)                       | 2013   | Young Dro, DJ Drama, T.I., French Montana                | NC                                 |
| Pablo                             | 2013   | Gucci Mane, E-40                                         | Diary Of A Trap God                |
| Make Ya Scream                    | 2013   | Chevy Woods                                              | Gang Land 2                        |
| Uptown Funk (Remix)               | 2015   | Mark Ronson, Bruno Mars                                  | Uptown Special                     |